# 大久保忠知
大久保 忠知（おおくぼ ただとも、文禄2年（1593年） - 寛永21年11月24日（1644年12月13日））は、江戸時代前期の旗本。大久保忠為の三男。通称、源三郎、源左衛門。左馬充。兄弟に大久保長安室（長女）、大久保忠舊（四男、ただふる、忠旧とも書く）。室は稲垣長茂の娘。
徳川秀忠に仕え、慶長19年（1614年）大久保忠隣に連座して蟄居したが赦され、大坂夏の陣で先陣をつとめた。その後、2000石の旗本として、使番、小姓番頭、書院番頭をつとめる。子の大久保忠高は1万石を領するまでに栄進し、大久保常春は大名となり、下野国烏山藩となった。子女は他に牧野忠清室。